# U-1104
U-1104 – niemiecki okręt podwodny (U-Boot) typu VII C/41 z okresu II wojny światowej. Okręt wszedł do służby w 1944 roku.

## Historia
Wcielony do 8. Flotylli U-Bootów celem szkolenia załogi, od lutego 1945 roku w 11. Flotylli jako jednostka bojowa.
U-1104 odbył jeden patrol bojowy, podczas którego nie zatopił żadnej jednostki przeciwnika.
Poddany 9 maja 1945 roku w Bergen (Norwegia), przebazowany 30 maja do Loch Ryan (Szkocja). 
Zatopiony 1 grudnia 1945 roku w ramach operacji Deadlight ogniem artyleryjskim.